# Nombre de Kutateladze
El nombre de Kutateladze {\displaystyle (K)} és un nombre adimensional que s'utilitza en la mecànica de fluids bifàsics per caracteritzar els fluxos, en particular aquells en contracorrent.
Es defineix de la manera següent:
{\displaystyle K=j{\sqrt {\frac {\sqrt {\rho }}{\sigma g\Delta \rho }}}}
on:
- j - velocitat superficial (m/s),
- ρ - massa volúmica (kg/m³),
- σ - tensió superficial (N/m),
- g - acceleració de caiguda (m/s²).